# Le Hammond Inferno
Le Hammond Inferno est un groupe allemand de dance-punk, originaire de Berlin, actif entre 1993 et 2004.

## Histoire
Le groupe est formé en 1993 et composé de Holger Beier et Marcus Liesenfeld. Leur premier album, Easy Listening Superstar (1999), leur vaut un succès critique et commercial modéré, surtout dans leur pays d'origine. L'album est ensuite réédité et complété par d'autres titres sous le nom de My First Political Dance Album (Bungalow, 2000),,. Le Hammond Inferno joue le 8 avril 2001 à la première édition du Primavera Sound. En 2004, les deux DJ mixent la compilation This Is Bungalow, qui comprenait quelques titres d'artistes de leur propre label discographique.
Leur style musical se caractérise par des influences allant du groupe japonais Pizzicato Five à Fatboy Slim. Le Hammond Inferno, malgré divers DJ sets dans de nombreux pays européens, ne semble plus montrer signe d'activité depuis le milieu des années 2000.

## Discographie

### Albums studio
- 1999 : Easy Leasing Superstar
- 2000 : My First Political Dance Album

### Singles et EP
- 1997 : Formula 1 フォルミュラ 1 (EP)
- 1999 : Margret Evening Fashion (EP)
- 2000 : Easy Leasing Superstar

### Remixes
- 2004 : This Is Bungalow